# It Only Happens Every Time
It Only Happens Every Time – longplay szwedzkiej piosenkarki Moniki Zetterlund, amerykańskiego trębacza jazzowego Thada Jonesa oraz Orkiestry Mela Lewisa (występujących ówcześnie jako big-band pod nazwą Thad Jones/Mel Lewis Orchestra), nagrany w ciągu czterech dni od 20 do 23 sierpnia 1977 roku w Helsinkach i Sztokholmie, wydany 4 stycznia 1978 roku nakładem wydawnictw muzycznych EMI oraz Inner City Records. 
Do współpracy przy tworzeniu albumu zaproszono amerykańskiego saksofonistę barytonowego Peppera Adamsa, saksofonistę i flecistę Jerry’ego Dodgiona oraz gitarzystę basowego Rufusa Reida. Album wyprodukował Gunnar Lindqvist, zaś za jego miksowanie odpowiadał Gunnar Lööf.
Album doczekał się swojej reedycji, wydanej w Szwecji w 1997 roku.

## Lista utworów
Opracowano na podstawie materiału źródłowego.
Strona A
| 1. | „It Only Happens Every Time” (muz. Thad Jones, sł. Claude Stephenson) | 5:07  |
|    |                                                                       |       |
| 2. | „Long Daddy Green” (muz. Dave Frishberg, sł. Blossom Dearie)          | 3:35  |
|    |                                                                       |       |
| 3. | „Silhouette” (muz. Lars Gullin, sł. Claude Stephenson)                | 4:25  |
|    |                                                                       |       |
| 4. | „He Was Too Good to Me” (muz. Richard Rodgers, sł. Lorenz Hart)       | 5:00  |
|    |                                                                       |       |
|    |                                                                       | 18:07 |
|    |                                                                       |       |
Strona B
| 1. | „The Groove Merchant” (muz. Jerome Richardson, sł. Claude Stephenson) | 4:02  |
|    |                                                                       |       |
| 2. | „Love to One Is One to Love” (muz. Thad Jones, sł. Claude Stephenson) | 4:12  |
|    |                                                                       |       |
| 3. | „Happy Again” (muz. Lars Gullin, sł. Claude Stephenson)               | 4:15  |
|    |                                                                       |       |
| 4. | „The Second Time Around” (muz. Jimmy Van Heusen, sł. Sammy Cahn)      | 5:36  |
|    |                                                                       |       |
|    |                                                                       | 18:05 |
|    |                                                                       |       |

## Recenzja albumu
Ken Dryden w recenzji opublikowanej na łamach AllMusic przyznał wydawnictwu zaledwie dwa i pół na pięć punktów, chwaląc precyzyjne frazowanie wokalistki przy jednoczesnej krytyce stylu wokalnego, który nie zawsze pasował do muzyki granej przez big-band. Recenzent zaznaczył jednak, iż „ogólnie rzecz biorąc jest to dobry, choć mało istotny album”.